# Cerebratulus cestoides
Cerebratulus cestoides är en djurart som tillhör fylumet slemmaskar, och som beskrevs av Heinrich Bürger 1895. Cerebratulus cestoides ingår i släktet fläsknemertiner, och familjen Cerebratulidae. Inga underarter finns listade i Catalogue of Life.